# Cendrey
Cendrey är en kommun i departementet Doubs i regionen Bourgogne-Franche-Comté i östra Frankrike. Kommunen ligger i kantonen Marchaux som tillhör arrondissementet Besançon. År 2022 hade Cendrey 200 invånare.

## Befolkningsutveckling
Antalet invånare i kommunen Cendrey
Referens:INSEE